# Michael Tempel
Michael Tempel (* 18. März 1954 in Mannheim) ist ein deutscher Arzt und Sanitätsoffizier. Er war in seiner letzten Verwendung von Juli 2015 bis September 2018 als Generaloberstabsarzt der 15. Inspekteur des Sanitätsdienstes der Bundeswehr.

## Militärische Laufbahn
Michael Tempel trat 1973 beim Fallschirmjägerbataillon 251 in Calw in die Bundeswehr ein und durchlief eine Ausbildung zum Fallschirmjägeroffizier. Von 1977 bis 1983 absolvierte er als Sanitätsoffizieranwärter (SanOA) ein Studium der Humanmedizin an der Julius-Maximilians-Universität Würzburg und der Ruprecht-Karls-Universität Heidelberg. Nach einer Verwendung als Assistenzarzt im Bundeswehrkrankenhaus Wildbad übernahm er 1985 eine Stelle als Truppenarzt beim Fallschirmjägerbataillon 252 in Nagold. Von 1986 bis 1988 nahm Tempel am 29. Generalstabslehrgang an der Führungsakademie der Bundeswehr in Hamburg teil. Von 1989 bis 1993 war er Kommandeur des Gebirgssanitätsbataillon 8 in Kempten und wechselte 1994 als Referent zum Bundesministerium der Verteidigung, wo er 2001 Referatsleiter des InSan II wurde. 2006 erfolgte seine Ernennung zum stellvertretenden Kommandeur und Chef des Stabes des Sanitätskommando II in Diez, 2007 zum Kommandeur Sanitätskommando III in Weißenfels, danach dort ab der Umgliederung im Januar 2013 Kommandeur Kommando Sanitätsdienstliche Einsatzunterstützung. Von Juni 2014 bis Juli 2015 war er Kommandeur Gesundheitseinrichtungen und stellvertretender Inspekteur des Sanitätsdienstes. Im Juli 2015 erfolgten die Ernennung zum Inspekteur des Sanitätsdienstes als Nachfolger von Ingo Patschke und die Beförderung zum Generaloberstabsarzt. Er übergab diesen Dienstposten am 25. September 2018 an Ulrich Baumgärtner, trat nach fast 45 Dienstjahren in den Ruhestand und wurde mit einem Großen Zapfenstreich am 25. September 2018 auf der Festung Ehrenbreitstein in Koblenz verabschiedet.

### Auslandseinsätze
- 1992: Kommandeur German Field Hospital UNTAC, Phnom Penh
- 1995: Kommandeur Feldlazarett UNPF, Trogir
- 1998: Medical Advisor im HQ SFOR, Sarajevo

### Auszeichnungen
- Einsatzmedaille der Vereinten Nationen UNTAC (1993)
- Einsatzmedaille der Vereinten Nationen UNPF (1995)
- Einsatzmedaille der Bundeswehr UNPF (1996)
- Einsatzmedaille der Bundeswehr SFOR (1998)
- Ehrenkreuz der Bundeswehr in Gold (2004)
- Einsatzmedaille Fluthilfe (2013)